# Metropolia di Smirne

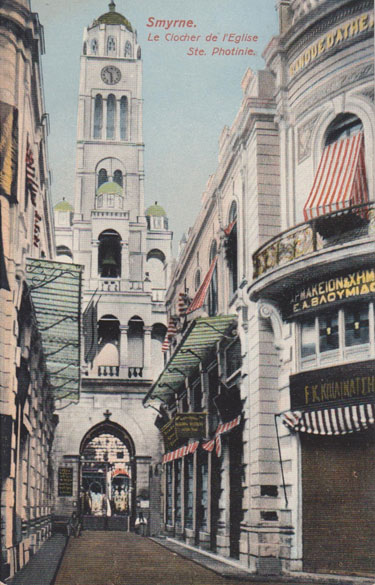
Il campanile della cattedrale metropolitana di Santa Fotina di Smirne.

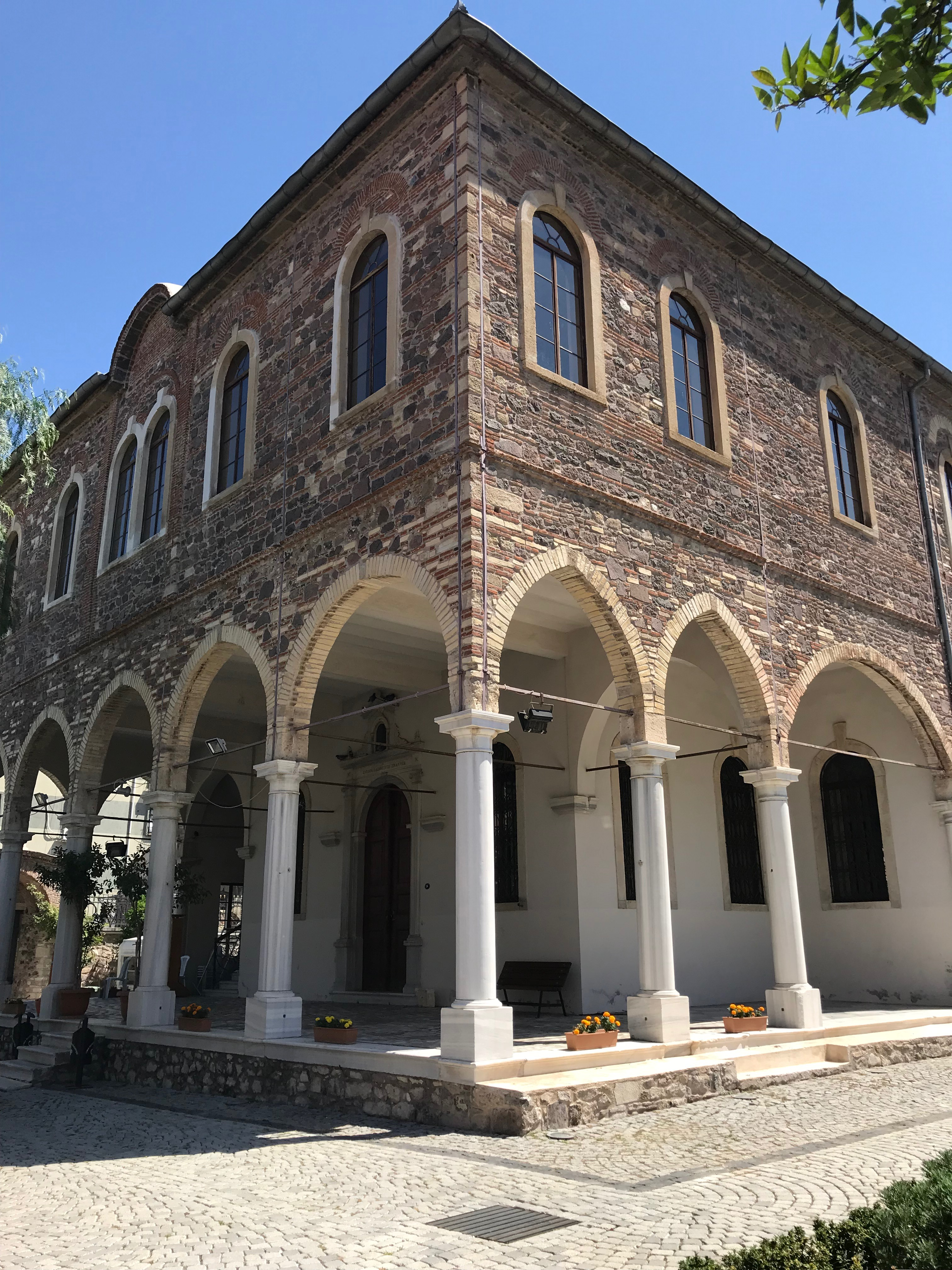
La chiesa di San Bucolo a Smirne.

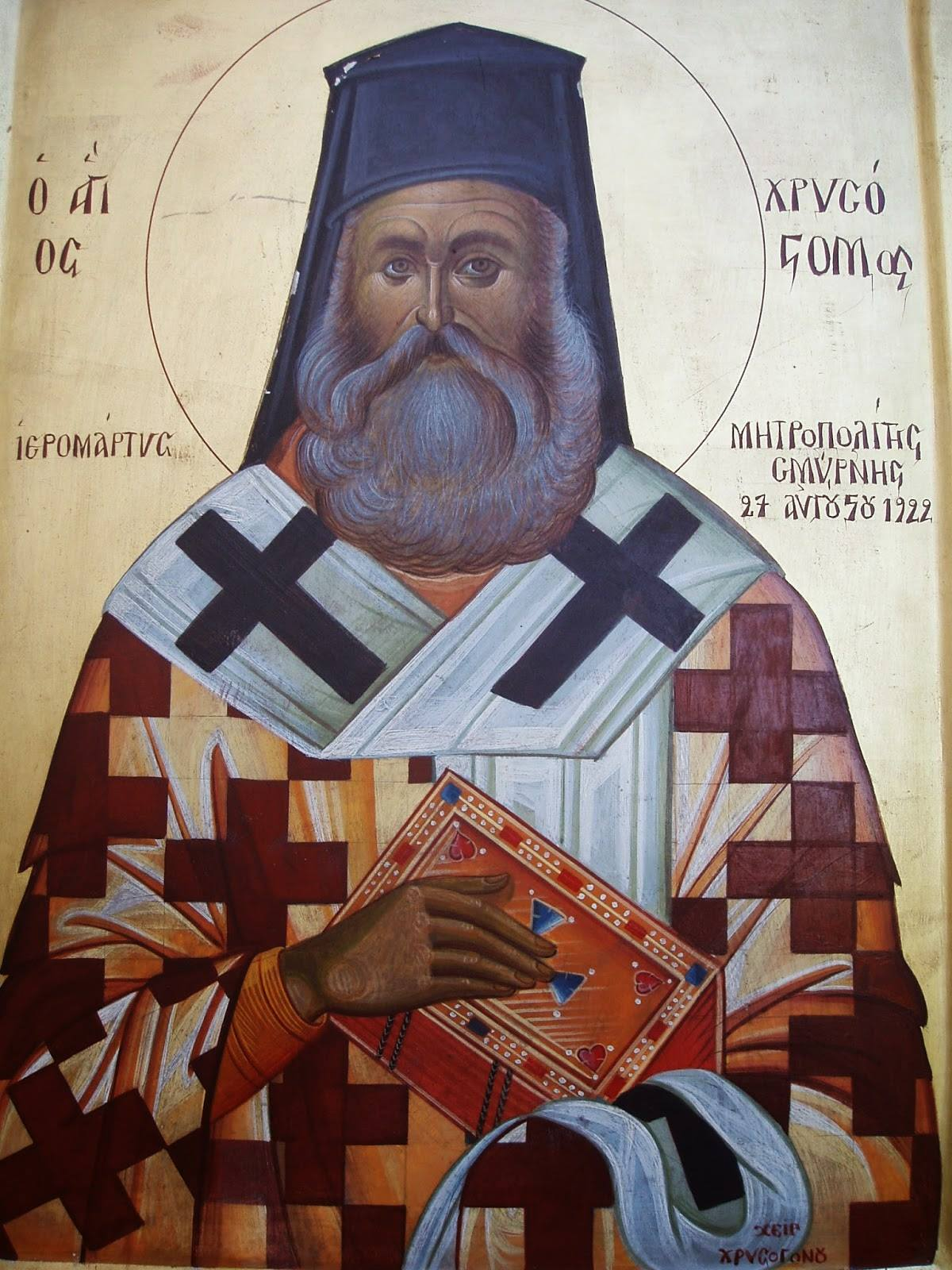
Icona di Crisostomo Kalafatis, ultimo metropolita residente di Smirne, torturato e ucciso dai turchi nel 1922, venerato come santo dalla Chiesa ortodossa.

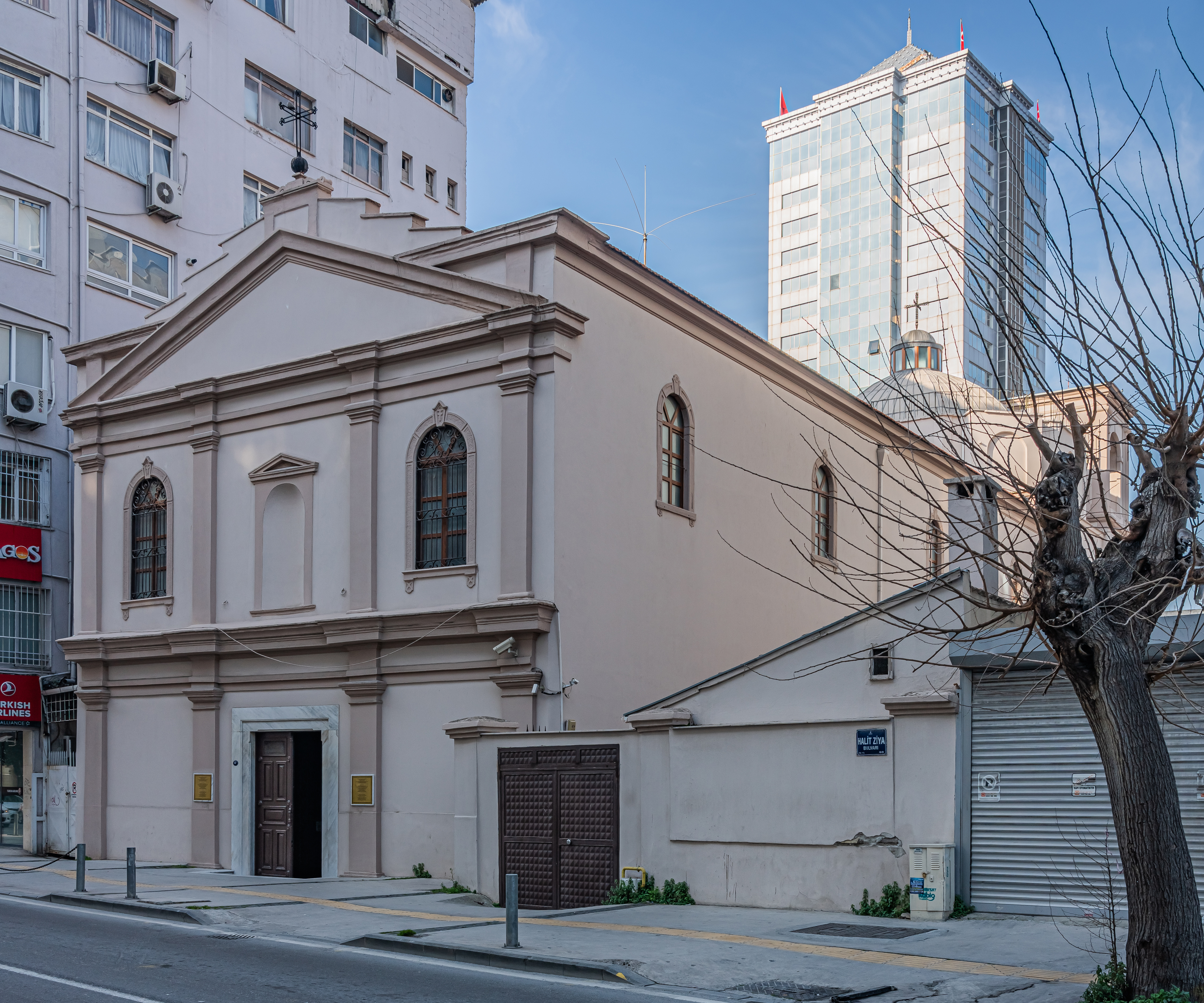
La chiesa della Beata Vergine Maria di Smirne, riaperta al culto nel 2023.

La metropolia di Smirne (in greco: Ιερά Μητρόπολις Σμύρνης; Ierá Mitrópolīs Smírnis) è una diocesi del patriarcato di Costantinopoli. Costituisce una delle circoscrizioni ecclesiastiche attive del patriarcato in territorio turco, benché quasi spopolata.

## Storia
Smirne è stata sede di un'antichissima comunità cristiana, risalente ai primi tempi del cristianesimo. La nuova religione fu predicata agli abitanti di Smirne molto presto: la comunità è infatti menzionata tra le Sette Chiese dell'Asia cui è indirizzato il libro dell'Apocalisse (2,8-11). Rimangono anche due lettere scritte attorno al 107 da sant'Ignazio di Antiochia rispettivamente ai cristiani di Smirne e al loro vescovo Policarpo, il primo storicamente documentato.
L'antica sede, inizialmente suffraganea della metropolia di Efeso, divenne arcidiocesi tra il 451 e il 457, e nel IX secolo circa fu elevata al rango di sede metropolitana, con cinque diocesi suffraganee: Focea, Magnesia, Clazomene, Arcangelo e Petra.
Successivamente il numero delle diocesi suffraganee aumentò fino a 7, per poi ridursi in seguito all'occupazione ottomana della regione (XV secolo) e alla diminuzione della popolazione cristiana. In questo periodo è documentata una sola suffraganea, Magnesia, che poi fu soppressa e integrata nella metropolia di Efeso. Nel 1766 fu eretta la diocesi di Moschonisi, che è stata l'ultima suffraganea nota di Smirne.
Nel 1631 si contavano 90.000 abitanti a Smirne, di cui 60.000 ottomani, 15.000 ortodossi, 8.000 armeni e 7.000 ebrei. Nel 1699 sono registrati 14.000 ottomani, 8.000 ortodossi, 500 armeni, 1.500 ebrei e 200 europei. Questa drastica riduzione è dovuta al un terribile terremoto, che fece migliaia di vittime e provocò un parziale abbandono della città da parte del resto della popolazione.
Nel corso dei secoli XVII e XVIII si registra nella città un numero significativo di santi martiri locali, che rifiutarono di convertirsi all'Islam e furono torturati dalle autorità musulmane. Durante questo periodo la comunità cristiana crebbe enormemente, a causa della generale esplosione demografica della regione conseguente allo sviluppo commerciale di Smirne. La città divenne un centro dell'illuminismo greco, mentre furono fondate diverse scuole, come la Scuola Evangelica e il Liceo Filologico. D'altro canto, la leadership della Chiesa locale era diffidente nei confronti delle idee progressiste, soprattutto nel campo dell'istruzione, e sosteneva un sistema educativo più tradizionale.
L'ultimo metropolita, Crisostomo di Smirne, seguì in prima linea le drammatiche vicende della città durante la Guerra greco-turca (1919-1922), seguendo fino all'ultimo anche il destino dei suoi fedeli. Crisostomo, nonostante gli avvisi di pericolo imminente per l'arrivo delle truppe turche in città e gli inviti alla fuga fatti da diverse autorità greche ed europee, decise di rimanere con il popolo greco che, disorientato, cercava una via di fuga da una città data alle fiamme. Il 27 agosto 1922 fu arrestato, poi barbaramente torturato e seviziato dalla folla fino alla morte.
A seguito del trattato di Losanna, per porre fine alla guerra greco-turca, nel 1923 fu attuato uno scambio di popolazioni tra Grecia e Turchia che portò alla totale estinzione della presenza cristiana ortodossa nel territorio della metropoli. La sede tuttavia non fu mai canonicamente soppressa dal patriarcato.
A partire dagli Anni Duemila, tramite accordi con le autorità turche, sono state recuperate, restaurate e riaperte al culto alcune chiese ortodosse. Tra queste la chiesa della Vergine Maria, concessa dalla Chiesa cattolica. Oggi la metropolia è censita tra le metropolie attive del patriarcato sul territorio turco.

## Cronotassi

### Epoca romana e bizantina
La cronotassi di questo periodo (fino al 1285 compreso) è quella riportata da Le Quien con le integrazioni e correzioni di Destephen, della Prosopographie der mittelbyzantinischen Zeit, della Prosopography of the Byzantine World e di Laurent.
- Arista I †
- Stratea †
- Arista II †
- San Bucolo † (II secolo)
- San Policarpo † (II secolo)
- Papirio †
- Camerio †
- San Trasea ? †[11]
- Eudemone †
- Eutichio † (menzionato nel 325)[12]
- Iddua † (prima del 431 - dopo il 437)[13]
- Eterico † (prima del 448 - dopo il 457)[14]
- Alessandro (o Menandro o Evandro) † (V/VI secolo)[15]
  - Fozio ? † (inizio del VI secolo) (vescovo monofisita)[16]
- Calloas † (menzionato nel 536)[17]
  - Pietro † (circa 558 - circa 562 deceduto) (vescovo monofisita)[18]
- Evezio † (VI secolo)[19]
- Stefano † (menzionato nel 692)
- Costantino I † (IX secolo)[20]
- Anonimo † (menzionato tra l'816 e l'823)[21]
- Metrofane † (prima dell'859 - prima dell'879 deposto)[22]
- Niceta † (menzionato nell'879)[23]
- Antonio † (X secolo)[24]
- Sofronio † (X/XI secolo)[25]
- San Teodoro †
- Anonimo † (menzionato nel 1019)[26]
- Giovanni I † (menzionato nel 1054)[27]
- Giovanni II † (prima del 1071 - dopo il 1072)[28]
- Costantino II † (prima del 1166 - dopo il 1170)[29]
- Costantino III † (menzionato nel 1192)[30]
- Niceta † (XII/XIII secolo)[31]
- Giovanni † (prima del 1228 - dopo il 1229)[32]
- Giorgio † (menzionato nel 1250)[33]
- Callisto Teodoro † (menzionato tra il 1256 e il 1259)[34]
- Caloforo † (? - 1260)[35]

### Epoca genovese e dei Cavalieri
- Giovanni Phocas † (6 dicembre 1271 - inizio del 1283 deposto)[36]
- Tommaso † (menzionato nel 1285)[36]
- Teodolo † (prima di giugno 1294 - circa 1296 deposto)[37]
- Zaccaria † (menzionato nel 1319)[38]
- Senofonte † (menzionato tra il 1319 e il 1324)[39]
- Macario † (menzionato tra il 1356 ? e il 1363)[40]
- Dionisio † (prima del 1387 ? - dopo il 1389)[41]
- Antonio † (menzionato nel 1393)

### Epoca ottomana e turca
- Daniele † (circa 1470/1471 - prima del 1481 eletto metropolita di Efeso)[42]
- Metodio † (menzionato nel 1499)
- Daniele † (menzionato nel 1541)
- Gabriele † (menzionato nel 1572)
- Macario † (menzionato nel 1585)
- Metodio † (menzionato nel 1592)
- Gabriele † (menzionato nel 1605)
- Teolepto †
- Niceforo †
- Giacomo † (1620 ? - febbraio 1638)[43]
- Geremia † (febbraio 1638 - 1639/1640)
- Giacomo † (1639/1640 - novembre 1652 deposto) (per la seconda volta)
- Natanaele † (novembre 1652 ? - maggio 1653 ?)
- Macario † (maggio 1653 - dopo il 1676)
- Ignazio † (? - 30 giugno 1688 deceduto)
- Atanasio † (1688 - 1689/1690)
- Gregorio Kontaris † (1689/1690 - 19 aprile 1698 deceduto)
- Cipriano † (15 giugno 1698 - 14 ottobre 1707)
- Partenio † (15 ottobre 1707 - dopo ottobre 1717)
- Anania † (prima del 1720 - dopo il 1721)
- Neofito † (24 gennaio 1731 - settembre 1765)
- Callinico † (1º ottobre 1765 - gennaio 1770)
- Procopio † (gennaio 1770 - 29 giugno 1785 eletto patriarca di Costantinopoli)
- Gregorio † (19 agosto 1785 - 19 aprile 1797 eletto patriarca di Costantinopoli)
- Antimo † (11 maggio 1797 - 20 ottobre 1821 eletto metropolita di Calcedonia)[44][45]
- Paisio † (ottobre 1821 - giugno 1827 dimesso)
- Ieroteo † (giugno 1827 - ottobre 1831 dimesso)
- Serafino Drosos † (ottobre 1831 - luglio 1833 deposto)
- Crisante Karamalis † (luglio 1833 - 1º aprile 1837 eletto metropolita di Prusa)
- Paisio † (1º aprile 1837 - marzo 1840 deposto)
- Crisante † (giugno 1840 - dicembre 1840 deposto)
- Atanasio Chatsivasiliou † (gennaio 1841 - 27 dicembre 1850 deceduto)
- Antimo Lykaris † (3 gennaio 1851 - 1853 deceduto)
- Paisio Klinovios † (15 febbraio 1853 - 15 novembre 1857 eletto metropolita di Filippopoli)
- Crisante † (15 novembre 1857 - 4 settembre 1869 deceduto) (per la seconda volta)
- Melezio † (25 settembre 1869 - 30 dicembre 1883 deceduto)
- Basilio Asteriadis † (22 dicembre 1884 - 23 gennaio 1910 deceduto)
- Crisostomo Kalafatis † (11 marzo 1910 - 27 agosto 1922 deceduto)
- Bartolomeo Samaras, dall'11 settembre 2016